# Frondipora gracilis
Frondipora gracilis is een mosdiertjessoort uit de familie van de Frondiporidae. De wetenschappelijke naam van de soort is voor het eerst geldig gepubliceerd in 1930 door Canu & Bassler.